# ران د جولز
ران د جولز (به انگلیسی: Run the Jewels)، یک گروه دونفرهٔ آمریکایی هیپ-هاپ، متشکل از ال-پی (جیمی ملین) و کیلر مایک (مایکل رندر) است که تا کنون سه آلبوم به نام‌های «ران د جولز»، «ران د جولز ۲» و «ران د جولز ۳» منتشر کرده‌اند که با استقبال بسیار خوبی از سوی منتقدین مواجه شده‌اند.

## تاریخچه

### تشکیل گروه و آلبوم ران د جولز (۲۰۱۳)
در سال ۲۰۱۲، کیلر مایک آلبوم موفق R.A.P. Music را به تهیه‌کنندگی ال-پی منتشر می‌کند و مدتی بعد، آلبوم Cancer 4 Cure ال-پی منتشر می‌شود که کیلر مایک در یک قطعهٔ آن حضور داشت. به علت نزدیکی انتشار دو آلبوم، این دو تصمیم می‌گیرند تور آلبوم‌هایشان را با هم برگزار کنند. موفقیت تور به تشکیل ابرگروه ران د جولز در سال ۲۰۱۳ می‌انجامد. نام این گروه (جواهرات رو بقاپ) از متن یکی از آهنگ‌های ال ال کول جی برگرفته شده است.
در ۲۶ ژوئن ۲۰۱۳، آلبوم اول خود را که هم‌نام گروه بود به صورت رایگان روی اینترنت منتشر کردند.

### ران د جولز ۲ (۲۰۱۴ تا ۲۰۱۵)
در ۲۴ اکتبر ۲۰۱۴، آلبوم دوم خود را به نام ران د جولز ۲ منتشر کردند. نسخه‌ای دیگری از آلبوم به نام میو د جولز که قسمت‌های اینسترومنتال آن با صدای گربه‌ها جایگزین شده بود در سال ۲۰۱۵ منتشر شد.

### ران د جولز ۳ (۲۰۱۶ تا ۲۰۱۸)
آلبوم ران د جولز ۳ به صورت دیجیتال در ۲۴ دسامبر ۲۰۱۶ منتشر شد.